# Coindo
Coindo (Ou Couindou in francoprovenzale, Ël Coindo in piemontese) è una frazione montana del comune di Condove divisa in due agglomerati di case denominati l'uno Superiore e l'altro Inferiore (Couindou damoùn e daveù).

## Geografia fisica
Il Coindo Superiore è situato a circa 800 m s.l.m.; sino al 1936 le due borgate han fatto parte del comune di Mocchie, poi aggregato con il comune di Frassinere a Condove. La parrocchia di appartenenza è Lajetto. Le frazioni sono collocate sul versante esposto a sud della Valle di Susa e poste sulla destra idrografica del torrente Sessi. Il terreno, su cui si alternano principalmente faggeti, castagneti e pascoli, è caratterizzato da una decisa pendenza verso il fondo valle e il torrente Sessi.

## Storia
Non vi sono documentazioni dettagliate circa la fondazione o le origini della borgata, ma le ricerche genealogiche effettuate indicano come fosse già abitata dalle famiglie Cordola e Cinato nel XVII secolo. Le borgate sono state completamente abbandonate dai loro abitanti negli anni successivi alla seconda guerra mondiale: la borgata inferiore dal 1945 e la superiore dal 1964. Le case del borgo inferiore sono completamente in rovina e parzialmente lo sono anche al borgo superiore.
 L'accesso è difficoltoso causa la mancanza di una strada carrozzabile di collegamento con il capoluogo Condove a valle o con le altre frazioni limitrofe Lajetto e Sigliodo. L'unica via di accesso rimane la mulattiera che si diparte da quella che congiunge Sigliodo al Laietto in corrispondenza di un pilone votivo dedicato alla Madonna della Consolata.

## Economia
L'economia del Coindo era agro-pastorale, produceva latticini, castagne, patate, prodotti che si portavano al mercato settimanale del mercoledì a Condove trasportandoli a spalle in una gerla oppure, per chi disponeva dell'animale, a dorso d'asino o di mulo.

## Cultura

### Lingue e dialetti
Quando il Coindo era popolato i suoi abitanti, in massima parte, parlavano la lingua francoprovenzale, comune all'intera zona e più in generale alla Bassa Valle di Susa e valli adiacenti. Accanto alla lingua madre (che i locali chiamavano patois - anche "patuà" - o semplicemente moda 'd nos) venivano parlati l'italiano ed il piemontese.

### Tradizioni
Le poche usanze tradizionali  erano soprattutto religiose e si svolgevano alla parrocchia di Lajetto: notevoli le funzioni della Settimana Santa. I suoi riti occupavano molte ore della giornata, con un particolare coinvolgimento emotivo di persone di tutte le età. I ragazzi con speciali strumenti di legno (le raganelle), potevano e dovevano fare un gran baccano, rappresentando le forze del male, mentre le campane erano legate (ferme), il giovedì e il venerdì santo. Molto attesa la benedizione pasquale delle case con particolare riguardo per le stalle e gli animali. Altri usi erano legati alle varie scadenze ed eventi della vita parrocchiale e famigliare: le feste religiose di S.Vito, patrono di Laietto, quella di Sant'Antonio abate, il 17 gennaio per la benedizione degli animali, la tradizionale festa del 2 agosto al Collombardo, battesimi, sposalizi, funerali e le feste dei coscritti .

## Galleria d'immagini

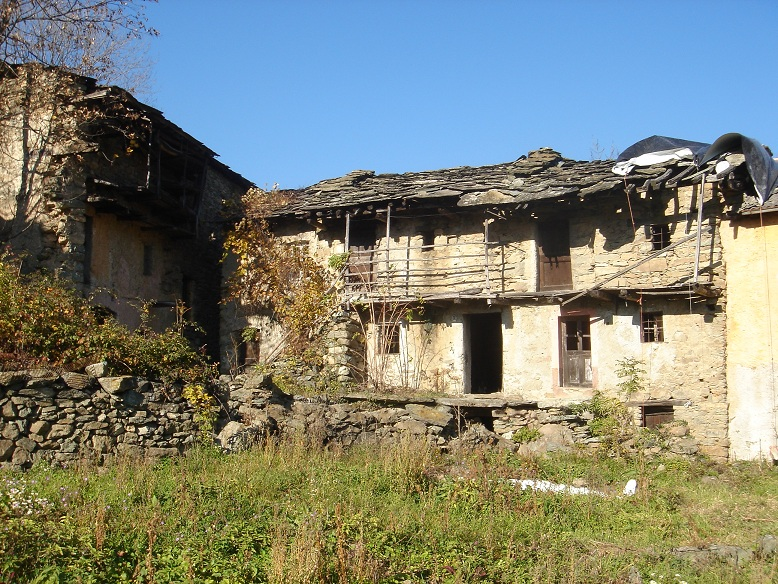
Casa diroccata a Coindo di Condove
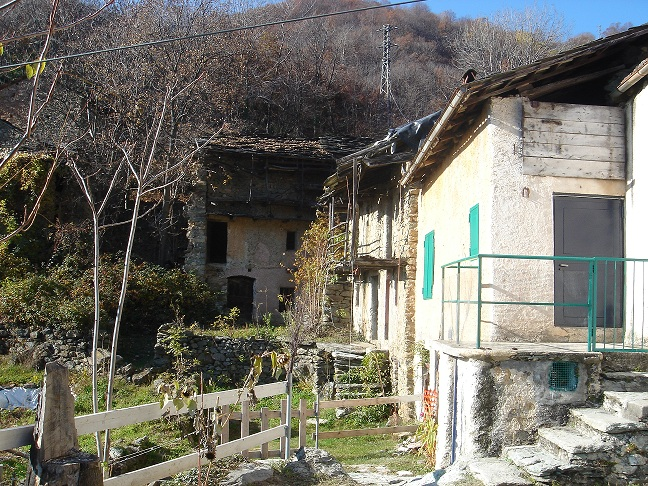
Frazione Coindo di Condove
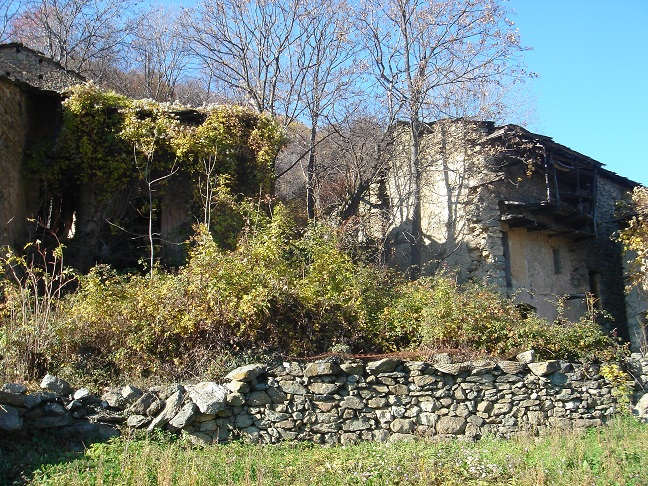
Frazione Coindo di Condove
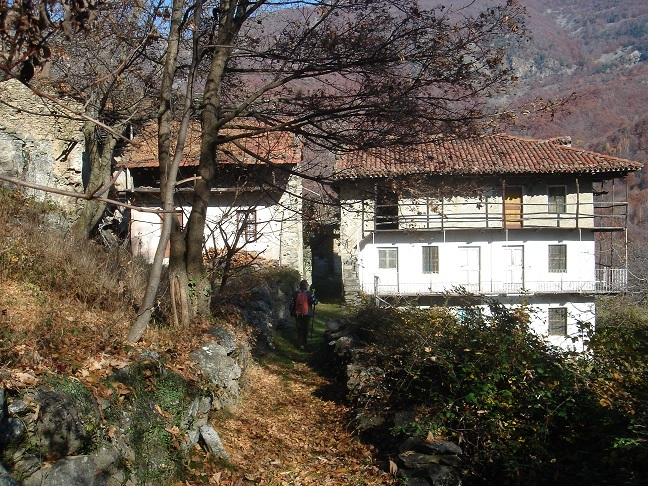
Frazione Coindo di Condove - borgo superiore visto arrivando dalla mulattiera Siliodo-Laietto